# Francisco Primo de Verdad y Ramos
Francisco Primo de Verdad y Ramos (Lagos de Moreno, Jalisco, 19 de junio de 1760 - Ciudad de México, 4 de octubre de 1808) fue un abogado y uno de los primeros precursores de la Independencia de México.

## Biografía
Nació en Ciénega de Mata, Lagos de Moreno el 19 de junio de 1760. Realizó estudios de leyes en el colegio de San Ildefonso, en la Ciudad de México, y obtuvo el título de abogado del Real Colegio de Abogados. Muere en una celda de ese lugar, el 4 de octubre siguiente, fue encontrado muerto Francisco Primo de Verdad y Ramos, colgado de una viga o según Riva Palacio, de un gran clavo fijado en una de las paredes de su celda, o envenenado como también se dijo. Se asegura que fue asesinado por los españoles que se hicieron cargo del gobierno virreinal. Fue sepultado en el sagrario de la basílica de Guadalupe. Según consta en su acta bautismal en el Curato de Ojuelos, nació el 9 de junio de 1760. Siendo aún joven fue enviado a la Ciudad de México para estudiar en el Antiguo Colegio de San Ildefonso donde se graduó con honores de Abogado, pues en ese tiempo no había escuelas superiores en la ciudad de Aguascalientes o en Santa María de los Lagos. 
Como todos los criollos novohispanos durante el siglo XVIII, Primo de Verdad fue desplazado por parte de las autoridades de España, debido a las políticas administrativas implementadas por el visitador José de Gálvez las cuales dejaban reservados los mejores puestos dentro del gobierno a los españoles nacidos en Europa. Esta medida, como muchas otras implementadas por el funcionario real, obedecían al deseo reformista del rey Carlos III de España.

### Crisis monárquica de 1808

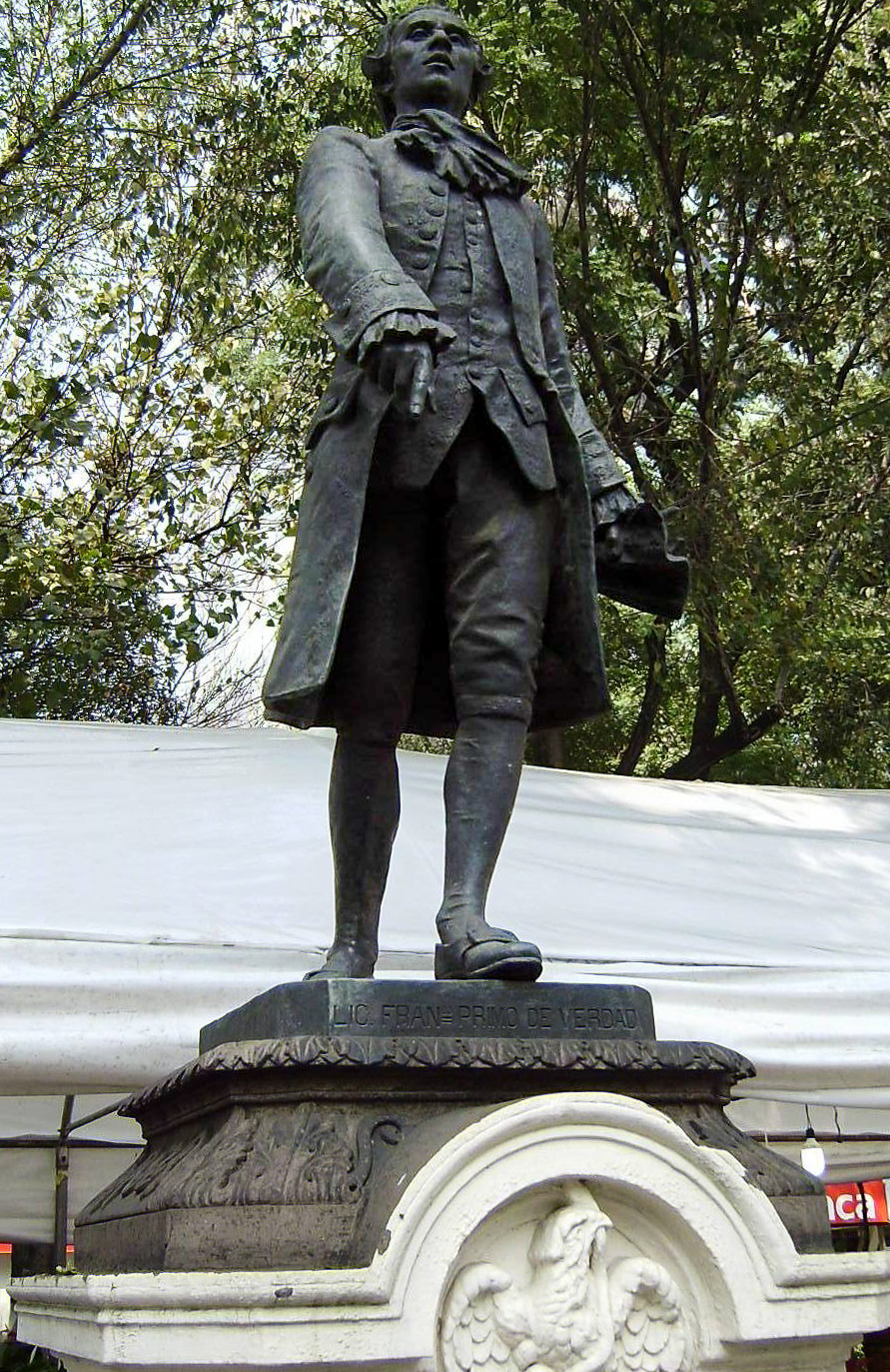
Estatua de Primo de Verdad en el Paseo de la Reforma, Ciudad de México.

Las llamadas Reformas Borbónicas consiguieron restaurar el prestigio de España como potencia mundial, pero transformó radicalmente el panorama político de los reinos ultramarinos. La monarquía hispánica, de ser una policentrista y corporativista, donde los habitantes de los territorios americanos gozaban de una relativa autonomía durante el periodo de los Austrias; se convirtió en una monarquía centralista y absolutista que buscaba explotar al máximo los dominios americanos, hasta el punto de darles el tratamiento de colonias. En este contexto, Primo de Verdad se encontraba ejerciendo su oficio por varios años ya hasta llegar a convertirse en síndico del Ayuntamiento de la Ciudad de México, cargo importante desde donde, junto con otros tantos notables criollos novohispanos de su tiempo, seguiría muy de cerca las ideas de la Ilustración, así como los eventos relacionados con la independencia de las Trece Colonias británicas y el triunfo de la Revolución Francesa. 
En junio de 1808 llegan por medio de La Gaceta de México todas las noticias relacionadas sobre el motín de Aranjuez y las subsecuentes abdicaciones de Bayona, como consecuencia de las guerras napoleónicas. Ante la conmoción provocada por aquellos sucesos, que suponían la ausencia de un monarca legítimo en todos los territorios del Imperio Español, y por reclamo popular, el Ayuntamiento presionó al virrey José de Iturrigaray a que siguiese gobernando, rechazando las abdicaciones y desconociendo a todo funcionario que llegase de España. El virrey aceptó la propuesta y, a instancias de Primo de Verdad y sus colaboradores más cercanos Juan Francisco Azcárate y fray Melchor de Talamantes, junto con el resto de los miembros del Ayuntamiento, convocó a una junta general el 28 de julio a fin de poder realizar un plan de acción ante aquella crisis.
Ante la perspectiva de una posible invasión francesa por parte de las tropas napoleónicas, el 9 de agosto se celebró en el palacio del virrey (hoy el Palacio Nacional) una Junta general a la que asistieron la Audiencia, el Ayuntamiento, el Arzobispado, fiscales, canónigos e inquisidores además de funcionarios, prelados, títulos y vecinos principales. Dentro de dicha reunión, Primo de Verdad, apoyado de un amplio compendio jurídico derivado de las ideas ilustradas y las teorías jurídicas y políticas tradicionales y modernas del Derecho Español, propuso que ante la ausencia del rey tras las abdicaciones, la soberanía había regresado al pueblo, y por lo tanto, debía de formarse un gobierno provisional de acuerdo a las antiguas Leyes de Partidas que jurase a Fernando VII como legítimo monarca de España y las Indias, al tiempo que gobernaba en su nombre, hasta que la crisis hubiese pasado.
No obstante se suscitó durante las reuniones una profunda división entre aquellos autonomistas que se decantaban por el gobierno autónomo del virreinato en la ausencia del verdadero rey de España (en su mayoría criollos), y aquellos (en su mayoría peninsulares) que optaban por obedecer a la autoridad de la Junta de Sevilla, misma que se había formado en la ciudad española para gobernar todo el imperio en ausencia del rey. A la larga, los peninsulares, dirigidos por Gabriel de Yermo y con la bendición del arzobispo Francisco de Lizana y Beaumont, tomaron por asalto el palacio virreinal el 15 de septiembre de 1808, deponiendo a Iturrigaray y obligándole a ceder el poder al general Pedro de Garibay. Inmediatamente se procedió a buscar y arrestar a cuantos habían tomado partido en las reuniones y juntas celebradas a favor de las decisiones del Ayuntamiento.

### Prisión y muerte
Francisco Primo de Verdad fue uno de los primeros arrestados durante la persecución desatada por los peninsulares y fue encerrado en las celdas del palacio del arzobispado de México. Se le mantuvo incomunicado hasta el día 4 de octubre de 1808, cuando es encontrado muerto en su celda. De acuerdo con las memorias del historiador Lucas Alamán, Primo de Verdad fue sepultado en la capilla del Sagrario de Guadalupe. Un siglo después, se colocó una lápida en el lugar de su encierro.

## Legado histórico
En 2008 el Congreso de Jalisco declaró a Francisco Primo de Verdad y Ramos como Benemérito en grado heroico por su labor en favor de la autonomía y la independencia de México. Su nombre se encuentra inscrito, en letras doradas, en la Rotonda de los Jaliscienses ilustres.
En el centro histórico de la Ciudad de México existe una plaza con una estatua ubicada en uno de sus cuadrantes, en honor a Primo de Verdad, uno de los pioneros independentistas que abogaron por la creación de Juntas Novohispanas mientras se esperaba el destino de Fernando VII.